# Ängelsbäck
Ängelsbäck är en småort i Båstads kommun, Skåne län, belägen strax söder om Grevie i Grevie socken.